# Rudgea sandemanii
Rudgea sandemanii là một loài thực vật có hoa trong họ Thiến thảo. Loài này được Sandwith miêu tả khoa học đầu tiên năm 1949.